# (670) Оттегебе
(670) Оттегебе (нем. Ottegebe) — астероид главного пояса, который относится к спектральному классу S. Он был открыт 20 августа 1908 года германским астрономом Августом Копффом в Гейдельбергской обсерватории и назван в честь героини пьесы Герхарта Гауптмана «Бедный Генрих».

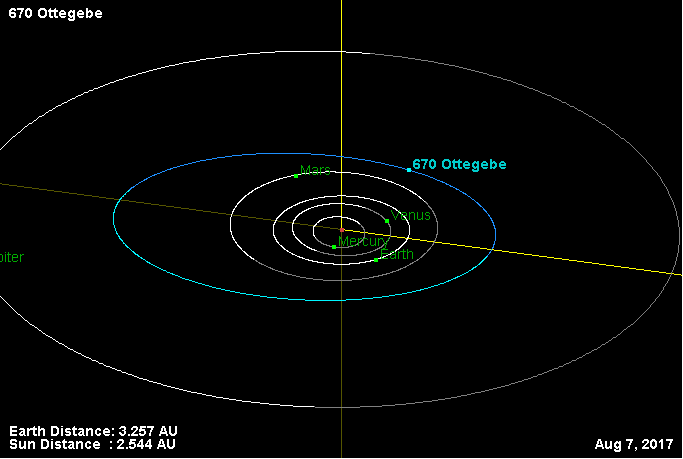
Орбита астероида Оттегебе и его положение в Солнечной системе

Фотометрические наблюдения, проведённые в 2006 году, позволили получить кривые блеска этого тела, из которых следовало, что период вращения астероида вокруг своей оси равняется 10,045 ± 0,002 часам.
Тиссеранов параметр относительно Юпитера — 3,284.